# Игнатенко, Александр Владимирович
Александр Владимирович Игнатенко (род. 29 марта 1963, Омск) — советский борец классического стиля, призёр чемпионата России, чемпион и призёр чемпионатов СССР и мира, чемпион Европы, обладатель Кубка мира, участник трёх Олимпиад, заслуженный мастер спорта СССР (1989).
Брат-близнец Сергея Игнатенко, неоднократного призёра чемпионатов СССР по классической борьбе.

## Биография
Увлёкся борьбой в 1975 году. Вместе с братом Сергеем Игнатенко тренировался под руководством И. И. Калюжного. Выступал за клуб «Локомотив» (Омск). Член сборной команды страны в 1987—1996 годах. Участник летних Олимпийских игр 1988 (4-е место), 1992 (4-е место) и 1996 годов (19-е место). В 1996 году оставил большой спорт.

## Спортивные результаты
- Чемпионат СССР по классической борьбе 1986 года — ;
- Классическая борьба на летней Спартакиаде народов СССР 1986 года — ;
- Чемпионат СССР по классической борьбе 1990 года — ;
- Чемпионат СССР по классической борьбе 1991 года — ;
- Классическая борьба на летней Спартакиаде народов СССР 1991 года — ;
- Чемпионат СНГ по греко-римской борьбе — ;
- Чемпионат России по греко-римской борьбе 1994 года — ;